# 銭屋金埒
銭屋 金埒（ぜにやの きんらち、別表記：錢屋 金埓、1751年（宝暦元年）- 1808年1月1日（文化4年12月4日））は、江戸時代中期から後期に活躍した狂歌師である。本姓は馬場。通称は大坂屋甚兵衛。別号に滄洲楼、黒羽二亭等。

## 経歴・人物
江戸の生まれ。初め数寄屋橋付近で金銭関係の商売を営んだ。後に狂歌を志し元木網（高嵩松）の弟子の落栗連の門人となり、「物事名輔」という狂名をもらう。
その後、「銭屋金埒」と名を変え、鹿都部真顔の門人となったと同時に「数寄屋連」を結成した。1782年（天明2年）4月には天明期の江戸の狂歌師における金字塔の一人となり、師匠の真顔と共に「狂歌四天王」の一人となり、名を馳せた。後に狂歌集『狂歌若葉集』（1783年（天明3年）刊行）に金埒の歌が20首ものが入選され、『徳和歌後万載集』（1785年（天明5年）刊行）にも彼の歌が4首入選されている。

## 主な著作物

### 歌集
- 『金埓狂歌集』

### 著書
- 『仙台百首』